# アマーリア・フォン・クールラント
マリア・アンナ・アマーリア・フォン・クールラント（Maria Anna Amalia von Kurland, 1653年6月12日 - 1711年6月16日）は、リヴォニアのクールラント公爵家の公女で、ヘッセン＝カッセル方伯カールの妻。

## 生涯
クールラント公ヤーコプ・ケトラーとその妻でブランデンブルク選帝侯ゲオルク・ヴィルヘルムの娘であるルイーゼ・シャルロッテの間に生まれた。最初、母親同士が姉妹の従兄にあたるヘッセン＝カッセル方伯ヴィルヘルム7世と婚約したが、ヴィルヘルムがグランド・ツアーの最中に19歳で急死したため、その弟で方伯家を継いだカールと結婚した。2人の結婚式は1673年5月21日にカッセルで執り行われた。
1699年、息子のマクシミリアンと共同でゼンゼンシュタイン城（Burg Sensenstein）を与えられた。死後はカッセルのザンクト・マルティン教会（Martinskirche）に葬られた。

## 子女
- ヴィルヘルム（1674年 - 1676年）
- カール（1675年 - 1677年）
- フリードリヒ（1676年 - 1751年） - ヘッセン＝カッセル方伯、スウェーデン王
- クリスティアン（1677年）
- ゾフィー・シャルロッテ（1678年 - 1749年） - 1704年、メクレンブルク公フリードリヒ・ヴィルヘルム1世と結婚
- カール（1680年 - 1702年）
- ヴィルヘルム8世（1682年 - 1760年） - ヘッセン＝カッセル方伯
- レオポルト（1684年 - 1704年）
- ルートヴィヒ（1686年 - 1786年）
- マリー・ルイーゼ（1688年 - 1765年） - 1709年、オラニエ公ヨハン・ウィレム・フリーゾと結婚
- マクシミリアン（1689年 - 1753年）
- ゲオルク（1691年 - 1755年）
- エレオノーレ（1694年）
- ヴィルヘルミーネ・シャルロッテ（1695年 - 1722年）